# Turnera purpurascens
Turnera purpurascens är en passionsblomsväxtart som beskrevs av M.M. Arbo. Turnera purpurascens ingår i släktet Turnera och familjen passionsblomsväxter. Inga underarter finns listade i Catalogue of Life.